# Camilo Pérez Pastor
Camilo Pérez Pastor (Pego, 1843 - id., 25 de julio de 1926) fue un político de la Comunidad Valenciana, España. Inicialmente ingresó al Seminario de Valencia, pero lo abandonó en 1863 y en 1864 marchó a Madrid a estudiar Derecho, donde se vio envuelto en los sucesos de la noche de San Daniel (1865) y colaboró en los diarios El Pueblo y La Igualdad, de carácter republicano federal. 
Ninguno de los progresistas de Pego participó en la revolución de 1868 pero él fue presidente de la Junta Republicana de la localidad. Fue candidato por Alcoy en las elecciones generales de 1869, pero no salió elegido. Trató de levantar los municipios de la Marina Alta como parte de la revuelta republicana de Froilán Carvajal (alzamiento de octubre de 1869), pero tras fracasar se vio obligado a huir, primero a Argel y después a Marsella, de donde regresó cuando se dictó la amnistía de 1870. 
En 1871 representó, junto con Emigdio Santamaría, a la provincia de Alicante en la segunda asamblea del Partido Republicano Democrático Federal, con el que fue elegido diputado por los distritos de Denia y Lucena en las elecciones generales de 1873. Votó contra la investidura de Emilio Castelar como presidente de la República y reprobó la revuelta del petróleo que tuvo lugar en Alcoy.
En 1880 firmó el manifiesto del Partido Republicano Progresista y en 1881 el Manifiesto Republicano-Progresista impulsado por Nicolás Salmerón. Fue candidato republicano por Pego en las elecciones generales de 1891, 1893 y 1901, presidiendo la Asamblea que en 1897 dio origen a Fusión Republicana. En 1903 formó parte de la nueva Unión Republicana de Nicolás Salmerón, de la que fue candidato por Alcoy en las elecciones de 1905 y 1907. Asimismo, dio apoyo a los proyectos de Solidaridad Alicantina (1908) y a la Conjunción Republicano-Socialista. Sin embargo, en 1913 se afilió al Partido Reformista de Melquíades Álvarez, y finalmente en 1921 ingresó en el Partido Liberal Conservador con el que fue nombrado presidente de la Diputación de Alicante.